# Åke Stenqvist

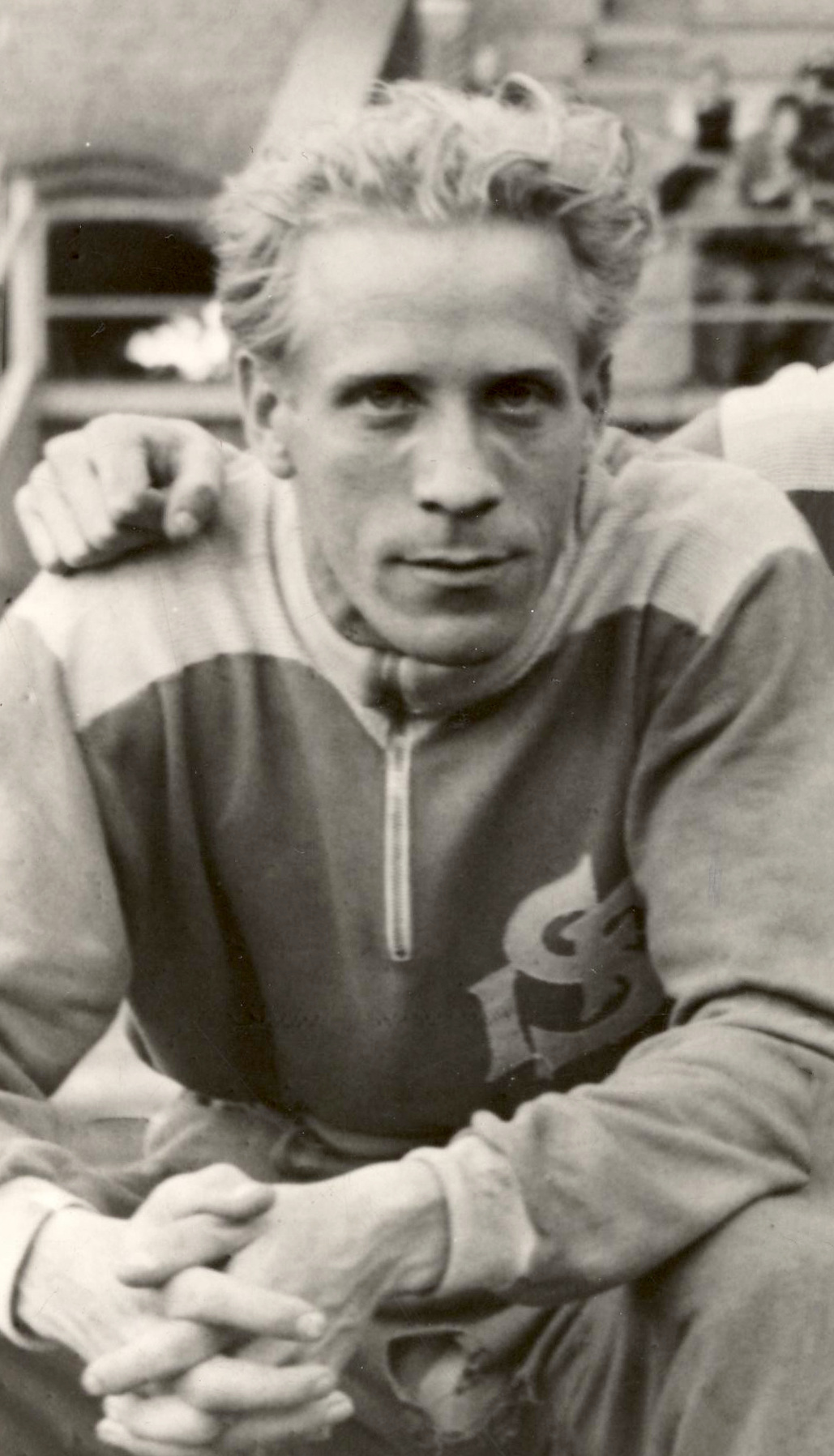
Åke Stenqvist

Åke Valter Stenqvist (* 31. Januar 1914 in Stockholm; † 12. August 2006 ebenda) war ein schwedischer Leichtathlet. Der größte Erfolg des Weitspringers war eine Silbermedaille mit der Sprintstaffel bei den Europameisterschaften 1938.
1936 bei den Olympischen Spielen in Berlin qualifizierte sich Stenqvist für das Finale im Weitsprung und belegte dort mit 7,30 Metern den zehnten Rang. Als Mitglied der schwedischen 4-mal-100-Meter-Staffel verpasste er die Finalteilnahme knapp. Mit 41,5 Sekunden wurde für die Schweden zwar die gleiche Zeit gestoppt wie für die Kanadier, aber nach Zielrichterentscheid wurden die Kanadier knapp vorn gesehen und rückten ins Finale vor.
Bei den Europameisterschaften 1938 in Paris belegte Stenqvist im Weitsprung mit 7,01 Metern nur den elften Platz. Die Staffel in der Besetzung Gösta Klemming, Åke Stenqvist, Lennart Lindgren und Lennart Strandberg qualifizierte sich in 42,0 Sekunden knapp vor den Franzosen für das Finale. Dort steigerten sich die Schweden auf 41,1 Sekunden und gewannen Silber hinter der deutschen Staffel, lagen aber knapp vor den Briten.
Der bei einem Wettkampfgewicht von 76 kg und einer Körpergröße von 1,81 m sehr kräftige Springer war schwedischer Meister im Weitsprung von 1935 bis 1938 und von 1940 bis 1942. Von 1940 bis 1942 gewann er auch drei Meistertitel im Fünfkampf.

## Bestleistungen
- 100 Meter: 10,7 Sekunden (1938)
- 200 Meter: 21,8 Sekunden (1938)
- 400 Meter: 49,6 Sekunden (1938)
- Weitsprung: 7,47 Meter (1937)